# Crêt des Quatre Bornes
Le crêt des Quatre Bornes fait partie des monts du Beaujolais. S'élevant à presque 900 mètres d'altitude, il est l'un des plus hauts sommets du département du Rhône (après en particulier, le mont Saint-Rigaud) et est situé au nord-est du département à cheval sur les communes de Saint-Just-d'Avray, Ronno et Saint-Appolinaire.
Les différents versants du sommet sont essentiellement recouverts de plantations de douglas et de sapins.
L'accès se fait par des chemins forestiers privés.